# Werszek
Werszek (ros. вершок) – dawna rosyjska miara długości licząca 1/16 arszyna, czyli 4,4 cm.